# Scipopeza grandis
Scipopeza grandis är en tvåvingeart som beskrevs av Günther Enderlein 1913. Scipopeza grandis ingår i släktet Scipopeza och familjen långbensflugor.
Artens utbredningsområde är Ecuador. Inga underarter finns listade i Catalogue of Life.